# Reflections of China
Reflections of China et précédemment Wonders of China sont des films de type Circle-Vision 360° projetés dans le pavillon de la Chine à Epcot, deuxième parc à thème de Walt Disney World Resort en Floride.

## Synopsis
Li Bai, poète chinois antique évoque à travers le survol de ses paysages et de ses sites les plus connus, quelques traits marquants de l'histoire et de la culture chinoises.
Les principaux sites proposés :
- Wonders of China (Merveilles de la Chine) : la Grande Muraille, la Cité interdite à Pékin, le désert de Gobi, la rivière Yang-Tse-Kiang et la forêt tropicale de l'île de Hainan.
- Reflections of China (Reflets de la Chine) : rajoute un survol de Hong Kong et de Shanghaï.

## L'attraction

### Epcot

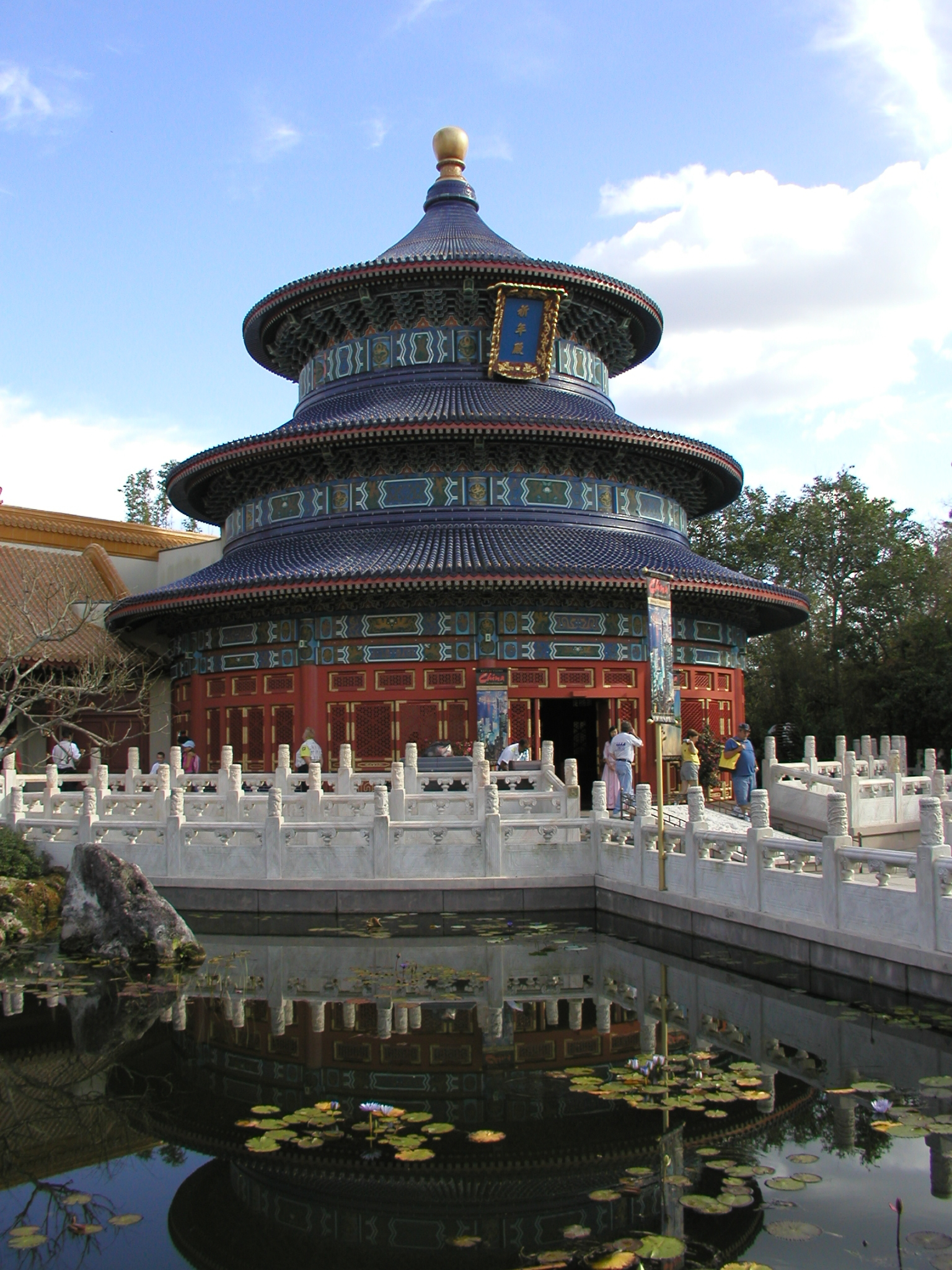
Le pavillon chinois

Le film est présenté dans une salle circulaire au toit octogonal, située à l'arrière d'un pavillon qui est une réplique, intérieur compris, à l'échelle 1/2, du Temple du Ciel à Pékin. Les spectateurs sont debout, ce qui avec la présentation à 360°, donne une impression d'immersion dans les paysages magnifiquement filmés.
Reflections of China a remplacé en mai 2003, le précédent film, Wonders of China qui datait de l'ouverture du parc en 1982.
- Ouverture : 1er octobre 1982 (avec le parc)[1]
- Réfection : du 26 mars 2003 au 22 mai 2003
- Conception : Walt Disney Imagineering
- Musique : Buddy Baker[2]
- Type de siège : aucun
- Durée : 19 min.
- Type d'attraction : Cinéma en Circle-Vision 360°
- Situation : 28° 22′ 11″ N, 81° 32′ 46″ O

### Disneyland
Le film Wonders of China a été présenté en alternance avec American Journeys à Disneyland de 1984 à 1996.
- Ouverture : 4 juillet 1984[3]
- Fermeture : 7 juillet 1996[3]
- Conception : Walt Disney Imagineering
- Musique : Buddy Baker[2]
- Sponsor :
  - Pacific Southwest Airlines de 1984 à 1989
  - Delta Air Lines du 7 juillet 1989 à 1996[3]
- Type de siège : aucun
- Durée : 19 min.
- Type d'attraction : Cinéma en Circle-Vision 360°
- Situation : 33° 48′ 44″ N, 117° 55′ 05″ O
- Attraction précédente :
  - America the Beautiful
- Attractions suivantes :
  - Rocket Rods (1998-2001)
  - Buzz Lightyear's Astro Blasters (depuis 2005)